# Maarten Koornneef
Maarten Koornneef é um botânico natural dos Países Baixos, especializado em genética de plantas.
De 1968 a 1974 fez os seus estudos na Universidade de Agricultura de Wageningen, tendo obtido o grau de Magister Scientiae na área de agricltura.
Entre 1976 e 1982, fez a sua tese doutoral na mesma universidade, no departamento de genética, com a tese "The Genetics of some Plant hormones and photoreceptors in Arabidopsis thaliana" (A genética de algumas hormonas e fotorreceptores em Arabidopsis thaliana).
Recebeu o prémio de Medalha de Prata da IPGSA (International Plant Growth Substances Association), tendo também sido eleito membro da Real Academia de Artes e Ciências dos Países Baixos, da Academia Nacional de Ciências dos Estados Unidos da América e da Academia Europeia de Ciências.